# 敬天愛人
敬天愛人（けいてんあいじん、英: Revere Heaven Love Man）とは、明治時代の啓蒙思想家、中村正直の造語で、天を敬い人を愛すること。
明治元年に著した「敬天愛人説」で初めて使われた。キリスト教の「神」を儒教の「天」によって理解しようと試みた所産である。中村正直の学んだ中国や日本の儒学在来の敬天思想が、新しくキリスト教の「愛神」の思想に接触して、これを摂取し、深く感化されて「敬天愛人」へと結実したものと考えられる。

## 西郷隆盛と敬天愛人
この言葉は、西郷隆盛の座右の銘であり、「南洲翁遺訓」に登場することで広く知られている。

### 西郷隆盛の書
西郷隆盛が「敬天愛人」と揮毫した書は9点か10点現存している。

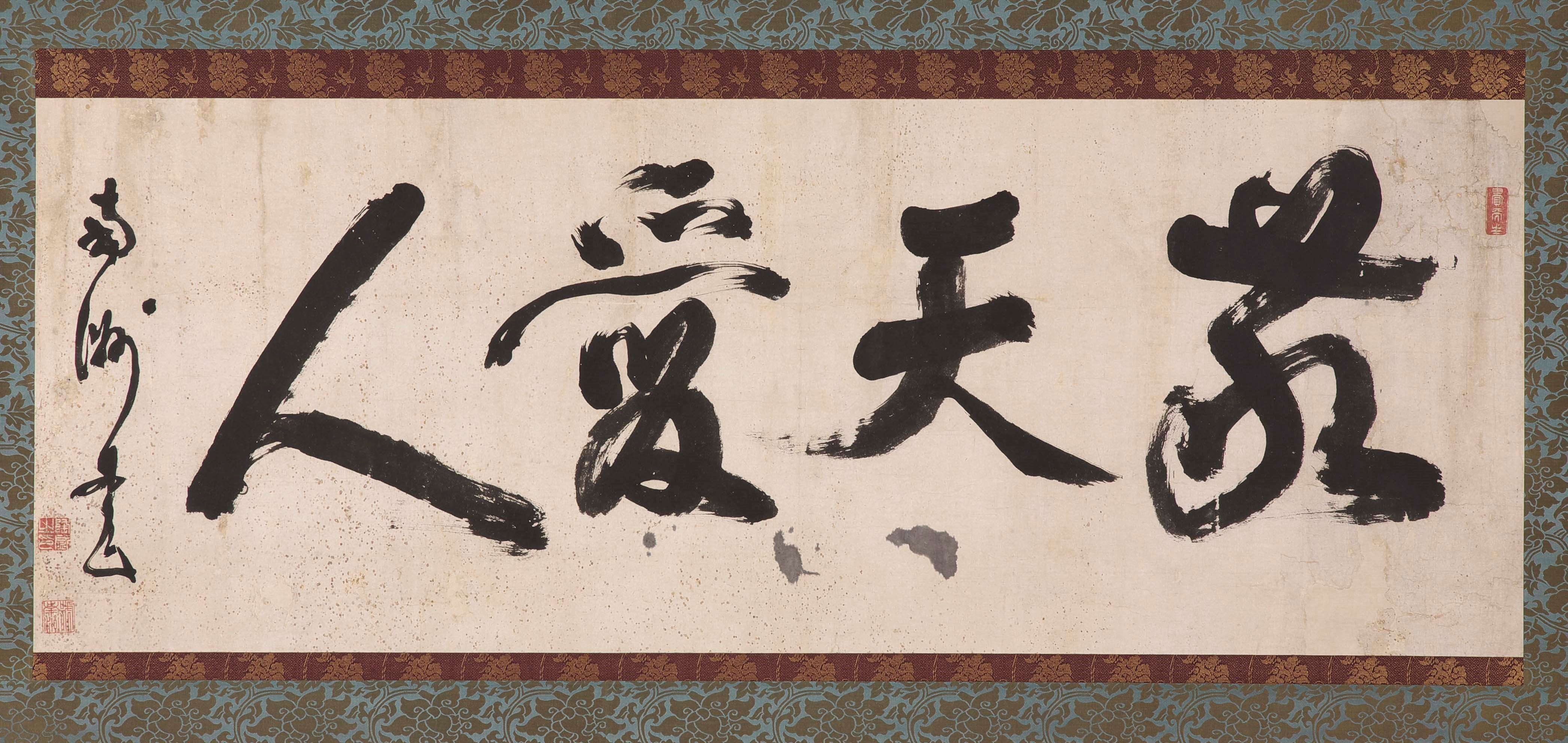
西郷隆盛が揮毫した敬天愛人(鹿児島市立美術館所蔵)

鹿児島県鹿児島市上竜尾町の西郷南洲顕彰館に所蔵されているものは特に優れているとされている。これは1875年（明治8年）に書かれ、四方学舎の道場に掲げられていたものであり、第二次世界大戦終戦後に南洲神社の所有となった。その後、鹿児島市立美術館に所蔵されたが改築に伴い、西郷南洲顕彰館に移された。1967年（昭和42年）3月31日に鹿児島県指定有形文化財（書跡）に指定された。
鹿児島市立美術館に所蔵されたものは製作年は不詳だが、明治7～8年頃に書かれたと考えられている。
鹿児島県姶良市の加治木郷土館に所蔵されたものは、唯一、縦書き1列に収められたものである。これは1875年（明治8年）に書かれ、私学校加治木分校に贈られた。1966年（昭和41年）3月25日に市指定文化財（書跡）に指定された。
東京国立博物館に所蔵されたものは1873年（明治6年）以降の筆跡と見られ、1939年（昭和14年）に西郷従徳（隆盛の甥）から東京帝室博物館に寄贈されたものである。
山形県の個人が所有するものは、1875年（明治8年）に書かれたもので縦書き2列で書かれている。1977年（昭和52年）3月22日に鶴岡市指定文化財に指定された。
蒲生家個人が所有するものは、為書きがついている。2021年5月にテレビ東京「開運!なんでも鑑定団」で鑑定され、800万円の評価を得た。
山梨市観光協会元会長でもある収集家が所蔵するものは、鑑定書はないが実物であると考えられている。根津記念館での企画展などで展示された。

## 稲盛和夫と敬天愛人
実業家の稲盛和夫は、西郷隆盛の「南洲翁遺訓」にはリーダーのあるべき姿が語り尽くされていると語り、自身の人生、経営の指針として同書を紐解いていた。
自身が創業した京セラの社是を「敬天愛人」としている。
稲盛が塾長を務めた経営塾「盛和塾」においても、西郷の「敬天愛人」の精神に基づいた経営のあり方を後進に伝授していた。